# Edwardsina bison
Edwardsina bison är en tvåvingeart som beskrevs av Peter Zwick 2006. Edwardsina bison ingår i släktet Edwardsina och familjen Blephariceridae. Inga underarter finns listade i Catalogue of Life.